# Robert R. Shafer
Robert Ray Shafer jr. (Charleston (West Virginia), 10 april 1958) is een Amerikaans acteur.

## Biografie
Schafer werd geboren in Charleston (West Virginia) en heeft ook een deel van zijn jeugd in Bowie (Maryland) gewoond. Hij doorliep de high school in Romeo (Michigan) en na het behalen van zijn diploma in 1976 studeerde hij verder aan de Broward College in Fort Lauderdale. In 1980 verhuisde hij naar Los Angeles waar hij het acteren leerde en begon met acteren in tv-commercials, televisie, films en in het theater.
Schafer begon in 1984 met acteren in de film The Rosebud Beach Hotel, waarna hij nog meerdere rollen speelde in films en televisieseries.

## Filmografie

### Films
Uitgezonderd korte films.
- 2021 Caged - als Ganser
- 2018 Dick Dickster - als Dick Dickster
- 2017 Blotched - als Edward Gluer
- 2017 Awaken the Shadowman - als Tom
- 2016 Pee-wee's Big Holiday - als bouwvakker
- 2015 A Christmas Reunion - als Frank O'Brien
- 2015 Helen Keller vs. Nightwolves - als Arthur
- 2015 Loaded - als monteur
- 2015 They Want Dick Dickster - als Dick Dickster
- 2014 Friended to Death - als Chuck Henson
- 2014 Asteroid vs. Earth - als inspecteur Rouse
- 2014 Zombeavers - als vrachtwagenchauffeur
- 2013 Abner, the Invisible Dog - als Charlie
- 2012 Retribution - als James Cooper
- 2012 Collision Course - als piloot
- 2012 FDR: American Badass! - als Robby Kreeger
- 2012 The Temple - als Zipper (stem)
- 2011 Super Shark - als commandant Williams
- 2011 Getting That Girl - als coach Thieson
- 2011 Knifepoint - als Michael
- 2011 Mega Python vs. Gatoroid - als Zeke
- 2010 Mega Shark vs. Crocosaurus - als Charlie Ross
- 2010 Screwball: The Ted Whitfield Story - als Nick Middlesworth
- 2010 Turbulent Skies - als Jackson
- 2009 Maneater - als Gus
- 2009 Reconciliation - als pastoor Hughes
- 2009 The Gold Retrievers - als sheriff Mike Denton
- 2009 The Scenesters - als George Porter
- 2009 Heat Wave - als Roy Rogan
- 2008 Dark Honeymoon - als sheriff Fields
- 2008 Stiletto - als Krieger
- 2007 Protecting the King - als officier Gibbs
- 2006 Slip - als M-16 man
- 2006 All In - als Slick Moustached speler
- 2005 Choker - als Clark
- 2003 Monster Man - als politieagent
- 2002 Contagion - als Wallace
- 2000 Finding Kelly - als sheriff Posey
- 1997 Mr. Atlas - als Wilshire Frodden
- 1997 The Corporate Ladder - als Jack Sherman
- 1994 A Brilliant Disguise - als Jimmy Brennan
- 1993 Psycho Cop Returns - als Joe Vickers
- 1991 Inside Out - als Cuddy Dalton
- 1990 Dark Romances Vol. 1 - als stem
- 1989 Psycho Cop - als Joe Vickers
- 1989 Future Force - als David Harris
- 1987 Hollywood Shuffle - als commercieel directeur
- 1986 Echo Park - als commercieel regisseur
- 1984 The Rosebud Beach Hotel - als Rodney Long

### Televisieseries
Uitgezonderd eenmalige gastrollen.
- 2018 I'm a Man - als Frank - 2 afl.
- 2016-2017 Adam Ruins Everything - als Ray Murphy - 4 afl.
- 2005-2013 The Office US - als Bob Vance - 24 afl.
- 2012 Sherman's in Sanity - als Vern Pfinger - 2 afl.
- 2012 Pair of Kings - als King Malakai - 2 afl.

- Bibliothèque nationale de France: cb14226478z (data)
- International Standard Name Identifier: 0000 0000 1082 6974
- Virtual International Authority File: 5143923